# 細尾美擬鯝
細尾美擬鯝（學名：Lavinia exilicauda）為輻鰭魚綱鯉形目雅羅魚科美擬鯝屬的其中一種，分布於北美洲美國加利福尼亞州，包括中央山谷的薩克拉門托河-聖華金河流域、俄羅斯河、克利爾湖、帕哈羅河和薩利納斯河。本魚體延長且側扁，頭小嘴扁，尾柄細，尾鰭大，叉形，上下葉圓鈍，尾鰭底部有1黑斑，隨年齡增長而逐漸消失，側線明顯且彎曲，側線鱗54-62枚，背鰭具10-13枚鰭條、臀鰭具11-13枚條鰭，體上部棕黃色，下部銀色，側面有黑色輪廓，魚鰭暗色，體長可達36公分，棲息在大型河川、湖泊、水塘及洄水區，屬雜食性，以絲狀藻類、昆蟲和浮游動物為食。2014 年，根據《加州瀕危物種法》，該物種被列為受威脅物種，可能的原因似乎是由於引水和築壩造成春季繁殖期間水流量減少。